# Michel Pollentier
Michel Pollentier (ur. 13 lutego 1951 w Diksmuide) – belgijski kolarz szosowy, startujący wśród zawodowców w latach 1973–1984. Zwycięzca Giro d’Italia (1977) oraz trzech etapów w Tour de France. Drugi (1982) i trzeci (1979) kolarz Vuelta a España. Najlepszy sportowiec Belgii w 1977 roku.
W 1978 roku został wykluczony z Tour de France, z powodu próby podmiany próbek moczu pobranych po jednym z etapów.

## Najważniejsze zwycięstwa
- 1974 - etap w Tour de France
- 1975 - etap w Tour de France
- 1976 - etap w Tour de France, Escalada ciclista a Montjuic
- 1977 - etap i klasyfikacja generalna Giro d’Italia, Tour de Suisse
- 1978 - Critérium du Dauphiné Libéré, Ronde van België, Escalada ciclista a Montjuic
- 1980 - Brabantse Pijl, Dookoła Flandrii
- 1984 - etap w Vuelta a España